# Temple Andaw-Thein

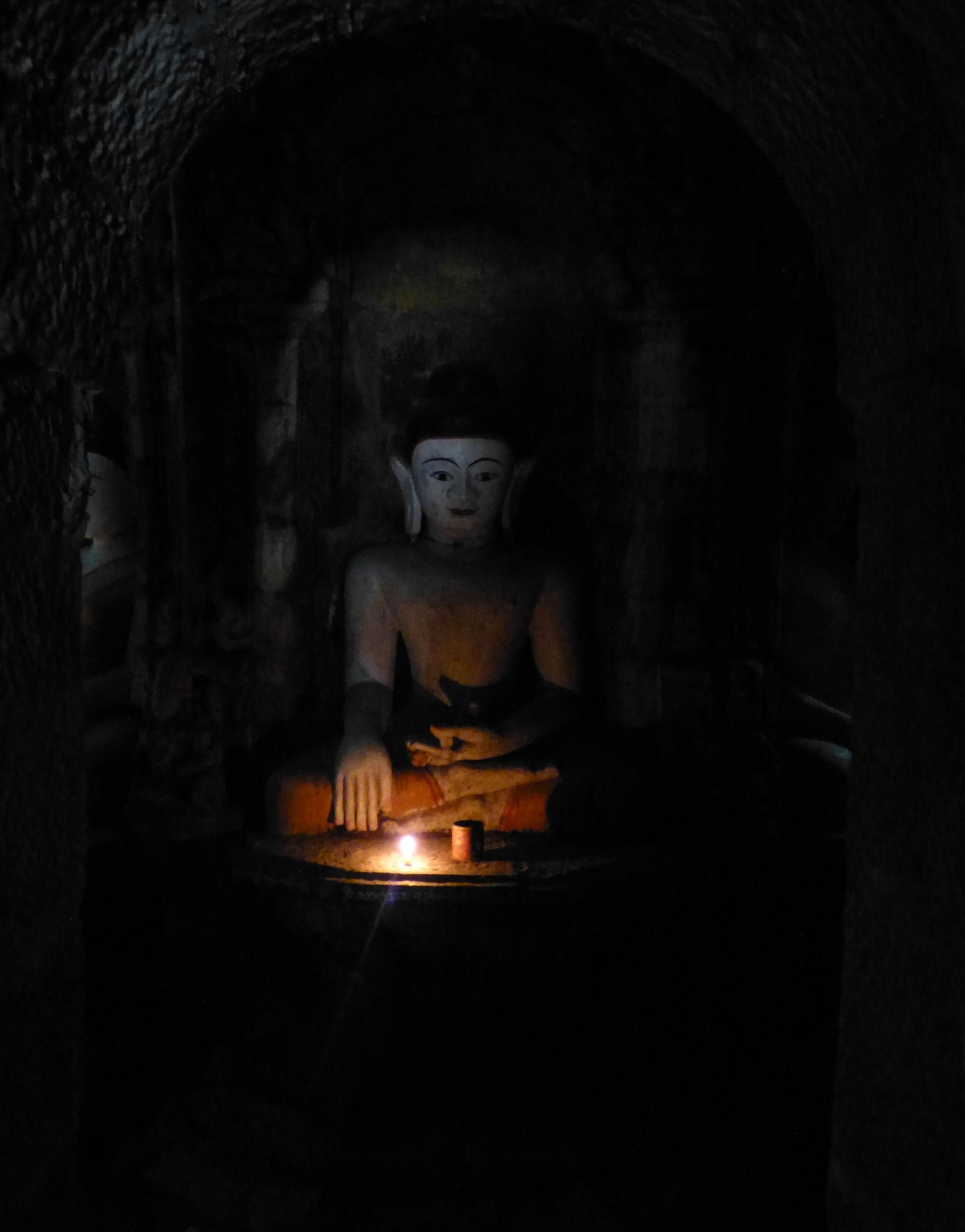
Statue de Bouddha dans le Temple Andaw-Thein.

Le Temple Andaw-Thein est un ensemble d'édifices de la ville de Mrauk U, dans l'État d'Arakan, à l'ouest de la Birmanie. Son nom signifie Sanctuaire de la dent, faisant référence à la relique qu'il contient : une dent du Bouddha venant du Sri Lanka.
Édifiée en 1515 par le roi d'Arakan Thazata, la salle d'ordination a d'abord été restaurée par le roi Min Bin (en) entre 1534 et 1542. En 1596, le roi Min Raza Gri la remplaça par un temple après avoir ramené une relique d'un pèlerinage à Ceylan.
Cependant, d'autres sources place ce pèlerinage entre le 31 octobre et le 28 novembre 1606, ce qui signifierait que ce temple a été en fait érigée en 1607.
Le Temple Andaw-Thein est situé au nord de l'ancien Palais Royal de Mrauk U, entre le Temple de Shitthaung et la Pagode Ratanabon.
Comme la plupart des autres temples de Birmanie, le sanctuaire possède de nombreux stûpas en forme de cloche. La particularité des stupas de ce temple est d'être tous surmontés d'une flèche conique représentant une fleur de lotus. Le plus gros stupa repose au centre du toit de l'édifice et une petite réplique de celui-ci se trouve sur chaque angle du temple. Le sanctuaire est entouré de stupas sur ses façades nord, sud et ouest tandis qu'une grande salle de prière a été construite, plus tard, à l'entrée du temple, sur sa face est.
De forme octogonale, ce temple comporte deux couloirs octogonaux. Le premier contient 32 niches sur le côté extérieur, contenant chacune une statue du Bouddha, dont cinq Môns qui auraient été amenées au XIIe siècle. Le second couloir, autour du noyau central du temple, contient quant à lui huit niches et huit statues du Bouddha.